# Alexei Scala
Alexei Scala (în ucraineană Алексей Васильович Скала, Aleksei Vasiliovici Skala; n. 12 aprilie 1965, Belgorod-Dnestrovsc) este un fost fotbalist moldovean originar din Ucraina. În anul 1992 el a jucat 7 meciuri pentru echipa națională de fotbal a Moldovei, marcând un gol.
Fratele său, Iurie, de asemenea a fost fotbalist, jucând și el pentru naționala Moldovei.

## Goluri internaționale
| #  | Data           | Stadion                                            | Adversar | Scor | Rezultat | Competiția    |
| -- | -------------- | -------------------------------------------------- | -------- | ---- | -------- | ------------- |
| 1. | 18 august 1992 | Stadionul Internațional din Amman, Amman, Iordania | Pakistan | 1–0  | 5–0      | Turneu amical |